# Heterolaophonte rottenburgi
Heterolaophonte rottenburgi är en kräftdjursart. Heterolaophonte rottenburgi ingår i släktet Heterolaophonte och familjen Laophontidae. Inga underarter finns listade i Catalogue of Life.